# 莫阿基·罗德里格斯·桑托斯
莫阿基·罗德里格斯·桑托斯（Moacir Rodrigues Santos，1970年3月21日—），是一名前巴西足球运动员，退役前是一名防守型中場。他曾入選巴西國家足球隊並在巴西、西班牙和日本等國的足球聯賽中效力。